# فيز ميديا
فيز ميديا (بالإنجليزية: Viz Media)‏ هي شركة يابانية-أمريكية متخصصة في المانغا، الأنمي والترفيه. تأسست في أبريل 1986. يقع مقرها في سان فرانسيسكو. في سنة 2005 اندمجت مع شركة شو برو إنترتينمنت. حاليا تمكلها شركات النشر اليابانية شوئيشا وشوغاكوكان وشو برو.

## العناوين
- الأشباح السبعة
- فتيان القرن 20
- فصل الاغتيال
- أنا وأخي
- عودة القط
- بلاك كات
- بليتش
- قلعة في السماء
- المحقق كونان
- الثابتون
- كليمور
- دي جرايمان
- ديدمان وندرلاند
- ملك الديناصورات
- مغامرات رنا
- دراغون بول

## وصلات خارجية
- فيز ميديا على موقع IMDb (الإنجليزية)
- فيز ميديا على موقع ANN company (الإنجليزية)

- الموقع الرسمي